# Volvo S60
De Volvo S60 is een automodel van Volvo, de S60 hoort thuis in het segment van de middenklasse.

## Eerste generatie (2000 - 2009)
De eerste generatie van de Volvo S60 werd in 2000 geïntroduceerd en door velen gezien als vervanger van de Volvo S70. Dit is eigenlijk onterecht want de S70 valt voor wat betreft de afmetingen tussen de Volvo S60 en de Volvo S80 in. De S60 staat op het Volvo P2 platform, dat ook gebruikt werd voor de Volvo S80. Er zijn speciale Edition-uitvoeringen met leder, half leder, aangepast onderstel enz. 
In 2004 kreeg de S60 een facelift, en werd het motorengamma uitgebreid met een 2.0T (180 pk), daarnaast werd de 2.4T-benzinemotor vervangen door de 2.5T-benzinemotor. De dieselserie kreeg er een sterkere motor bij: de D5 met 185 pk.
Op 31 maart 2009 werd na negen jaar de laatste Volvo S60 van de eerste generatie geproduceerd door Volvo Cars Gent. Negen jaar is veel langer dan de gemiddelde productiecyclus van Volvo. In die periode werden er in totaal 578.292 exemplaren van de S60 geproduceerd.

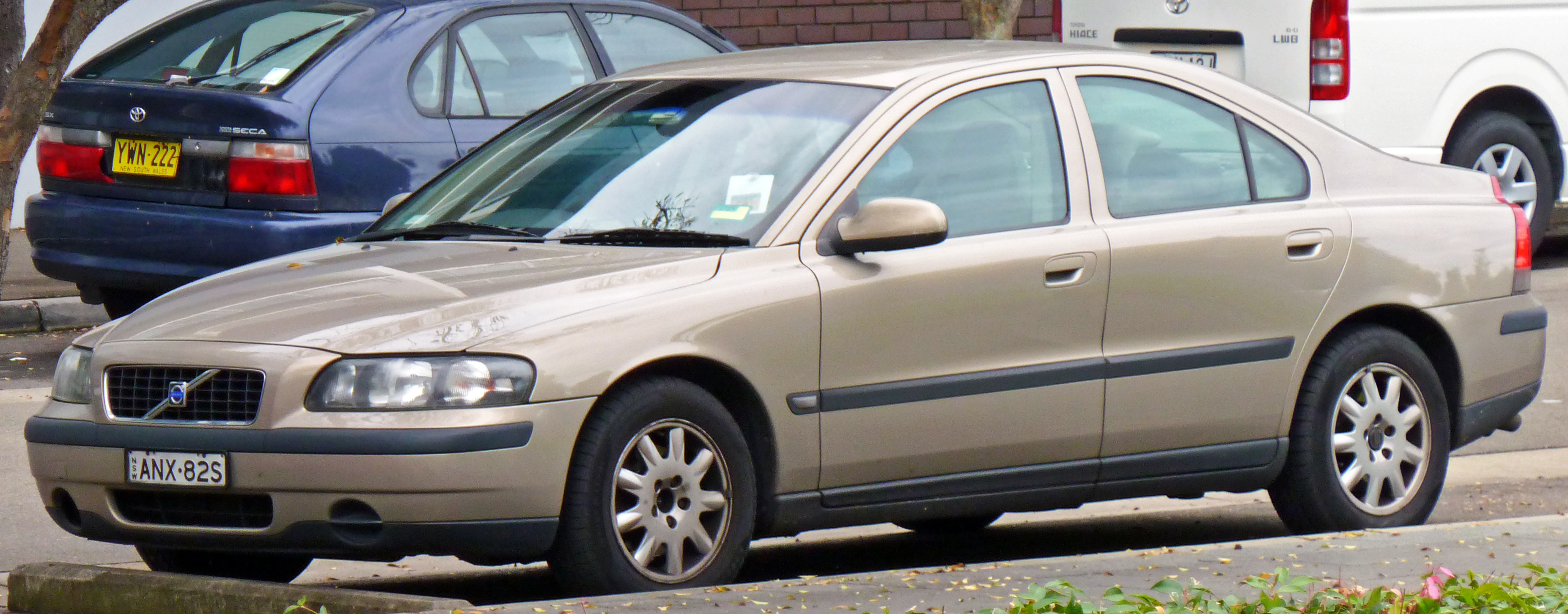
S60 (2000-2004), Vooraanzicht
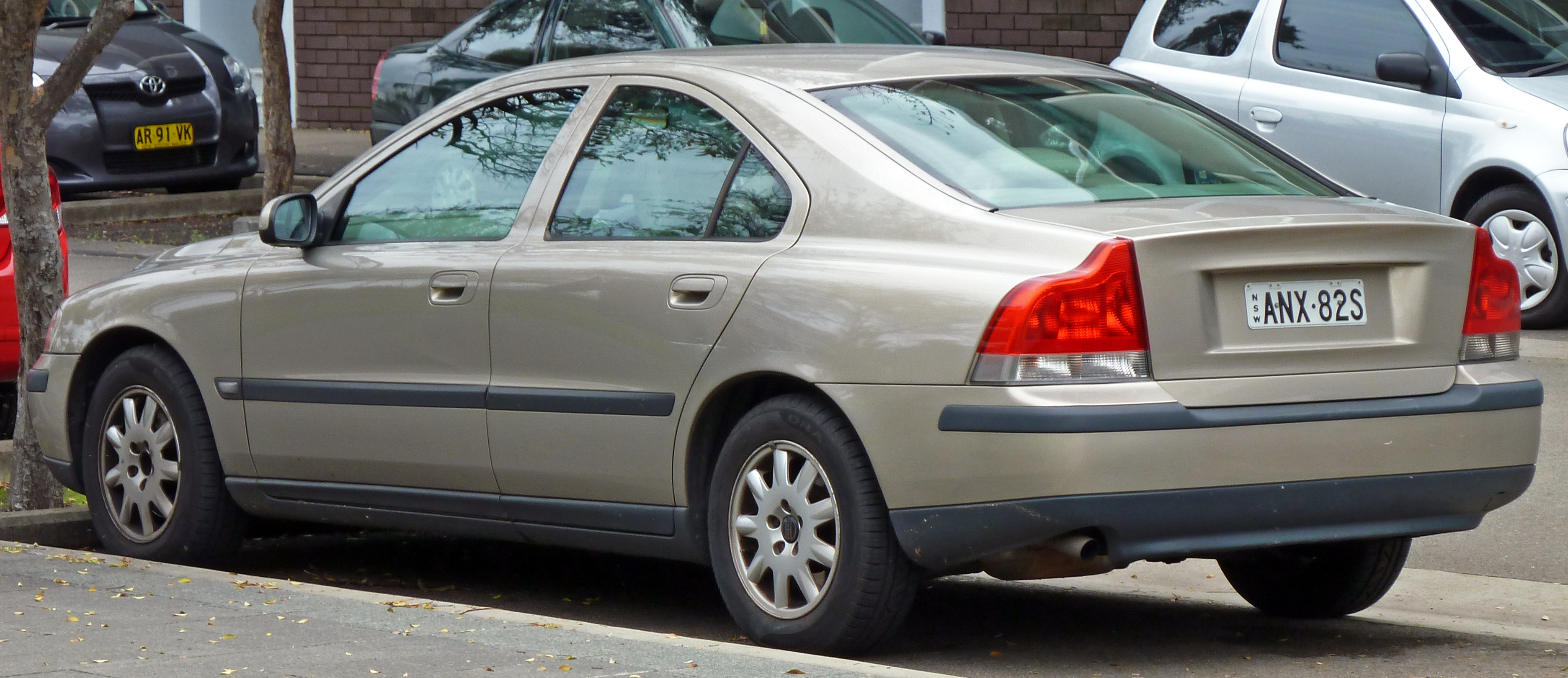
S60 (2000-2004), Achteraanzicht
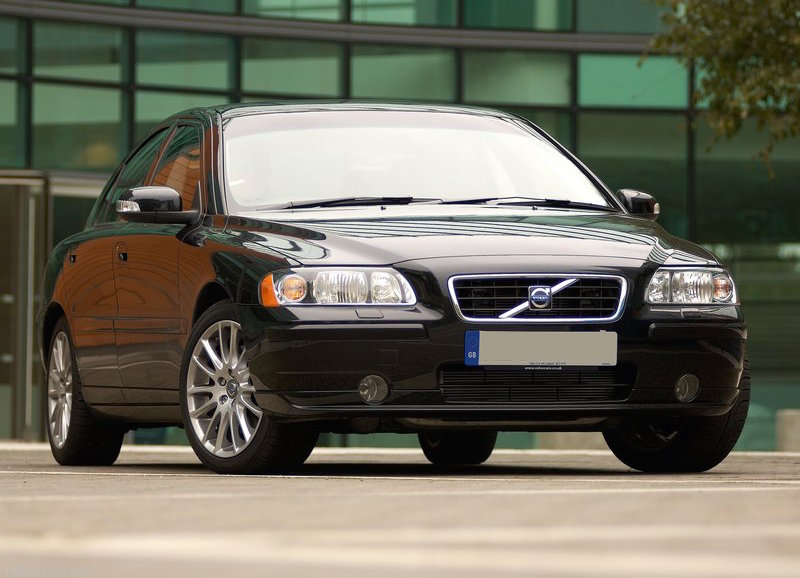
S60 facelift (2004-2009), Vooraanzicht

### Motoren
| Model       | Cilinderinhoud | Vermogen        | Koppel                   |                     |
| ----------- | -------------- | --------------- | ------------------------ | ------------------- |
| Ottomotoren |                |                 |                          |                     |
| 2.0T        | 1984 cm³       | 132 kW (180 pk) | 280 Nm bij 1850–5000/min | 09-2001 tot 01-2009 |
| 2.4         | 2435 cm³       | 103 kW (140 pk) | 220 Nm bij 3300/min      | 07-2000 tot 01-2009 |
| 2.4         | 2435 cm³       | 125 kW (170 pk) | 225 Nm bij 4500/min      | 07-2000 tot 01-2009 |
| 2.4T        | 2435 cm³       | 147 kW (200 pk) | 285 Nm bij 1800/min      | 07-2000 tot 03-2003 |
| 2.5T        | 2521 cm³       | 154 kW (210 pk) | 320 Nm bij 1500–4500/min | 04-2004 tot 01-2009 |
| T5          | 2319 cm³       | 184 kW (250 pk) | 330 Nm bij 2400–5200/min | 11-2000 tot 03-2004 |
| T5          | 2401 cm³       | 191 kW (260 pk) | 350 Nm bij 2100–5000/min | 04-2004 tot 01-2009 |
| R           | 2521 cm³       | 221 kW (300 pk) | 400 Nm bij 1950–5250/min | 03-2003 tot 06-2007 |
| Diesel      |                |                 |                          |                     |
| 2.4D        | 2401 cm³       | 96 kW (130 pk)  | 280 Nm bij 1750–2250/min | 12-2001 tot 08-2005 |
| 2.4D (DPF)  | 2401 cm³       | 93 kW (126 pk)  | 300 Nm bij 1750–2250/min | 09-2005 tot 01-2009 |
| 2.4D (DPF)  | 2401 cm³       | 120 kW (163 pk) | 340 Nm bij 1750–2750/min | 09-2005 tot 01-2009 |
| D5          | 2401 cm³       | 120 kW (163 pk) | 340 Nm bij 1750–2750/min | 07-2001 tot 08-2005 |
| D5 (DPF)    | 2401 cm³       | 136 kW (185 pk) | 400 Nm bij 2000–2750/min | 09-2005 tot 01-2009 |

- Alle motoren zijn vijfcilinder-motoren.
- DPF = Dieselpartikelfilter

## Tweede generatie (2010-2018)
In januari 2009 presenteerde Volvo de Volvo S60 Concept op het autosalon van Detroit. De Volvo S60 zou volgens Volvo de "sportiefste Volvo ooit" worden. Op 2 maart 2010 werd op het Autosalon van Genève de definitieve productieversie van de tweede generatie Volvo S60 voorgesteld.
De S60 is gebaseerd op het Ford EUCD-platform, dat ook voor de V70/XC70, V60, XC60 en de S80 wordt gebruikt. Het Ford EUCD-platform vormt de basis voor verschillende auto's uit het Ford-concern (Ford Galaxy/S-Max, Ford Mondeo en Mazda 6).
Samen met de S60 lanceerde Volvo ook een nieuwe veiligheidsinnovatie: Pedestrian detection met full auto brake. Dit systeem kan voetgangers detecteren die voor de auto opduiken. Wanneer dit het geval is waarschuwt het systeem de bestuurder met een hoorbaar signaal. Als de bestuurder niet reageert op het signaal zal het systeem zelf ingrijpen door de auto op het laatste moment zelf tot stilstand te brengen.
Het Pedestrian Detection-systeem is eigenlijk een uitbreiding op Volvo's City Safety-systeem, dat alleen de mogelijkheid geeft om een botsing met een andere auto of een groot stilstaand object te vermijden en dus niet met een voetganger.
Het City Safety-systeem is standaard geïnstalleerd op elke S60, het Pedestrian Detection System met Full Auto Brake is optioneel.

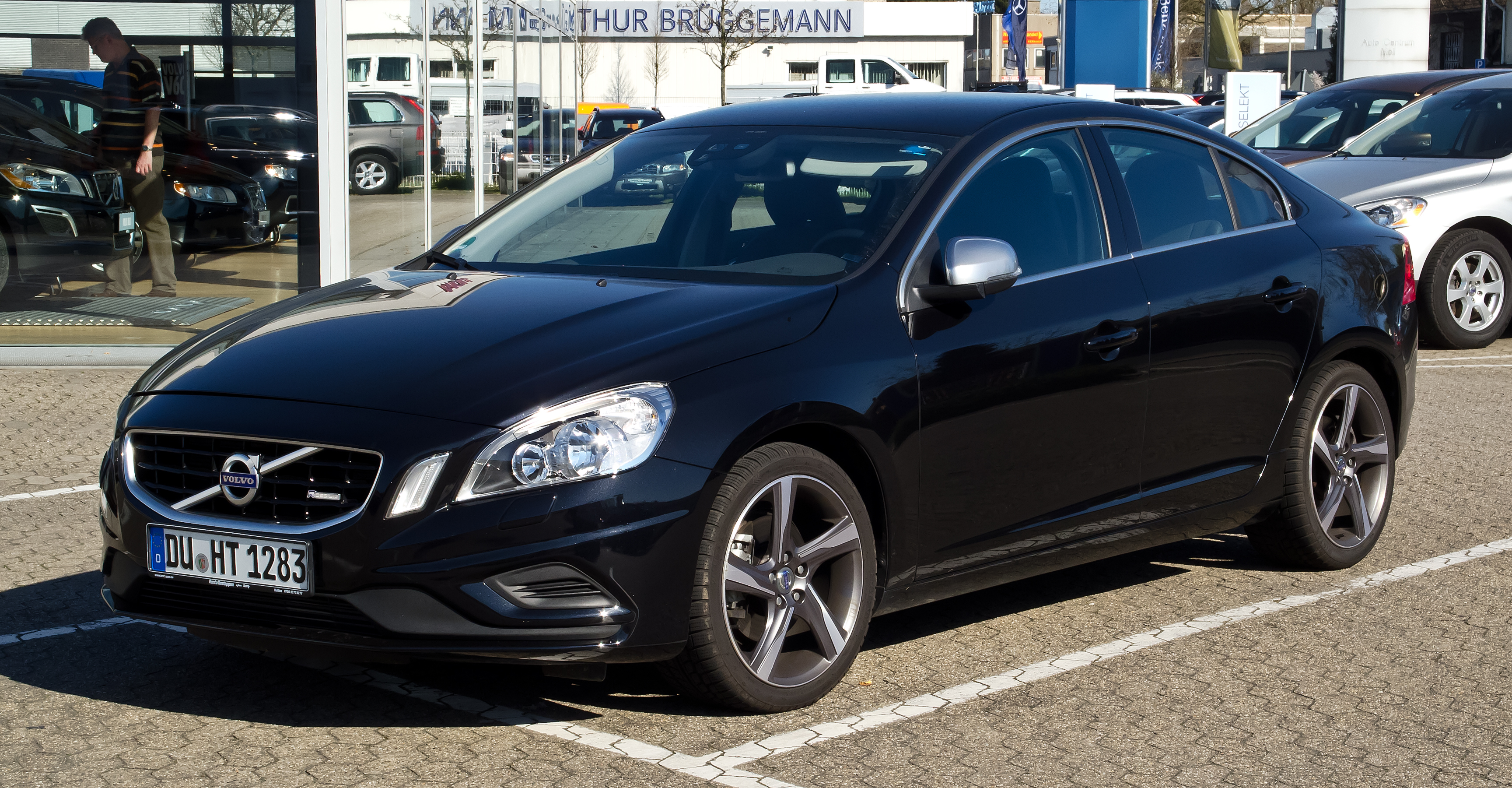
Volvo S60 R-design, vooraanzicht
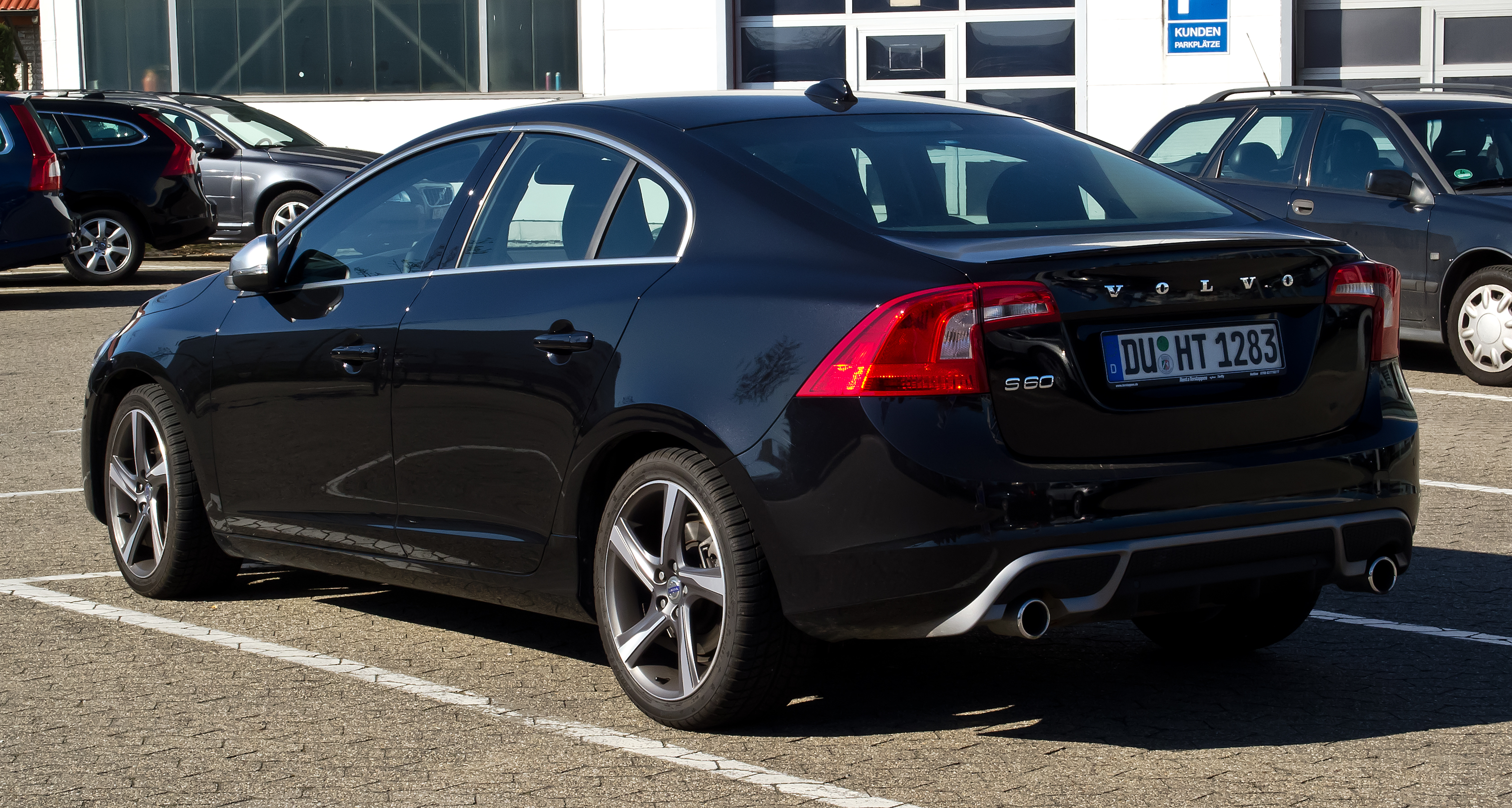
Volvo S60 R-design, achteraanzicht
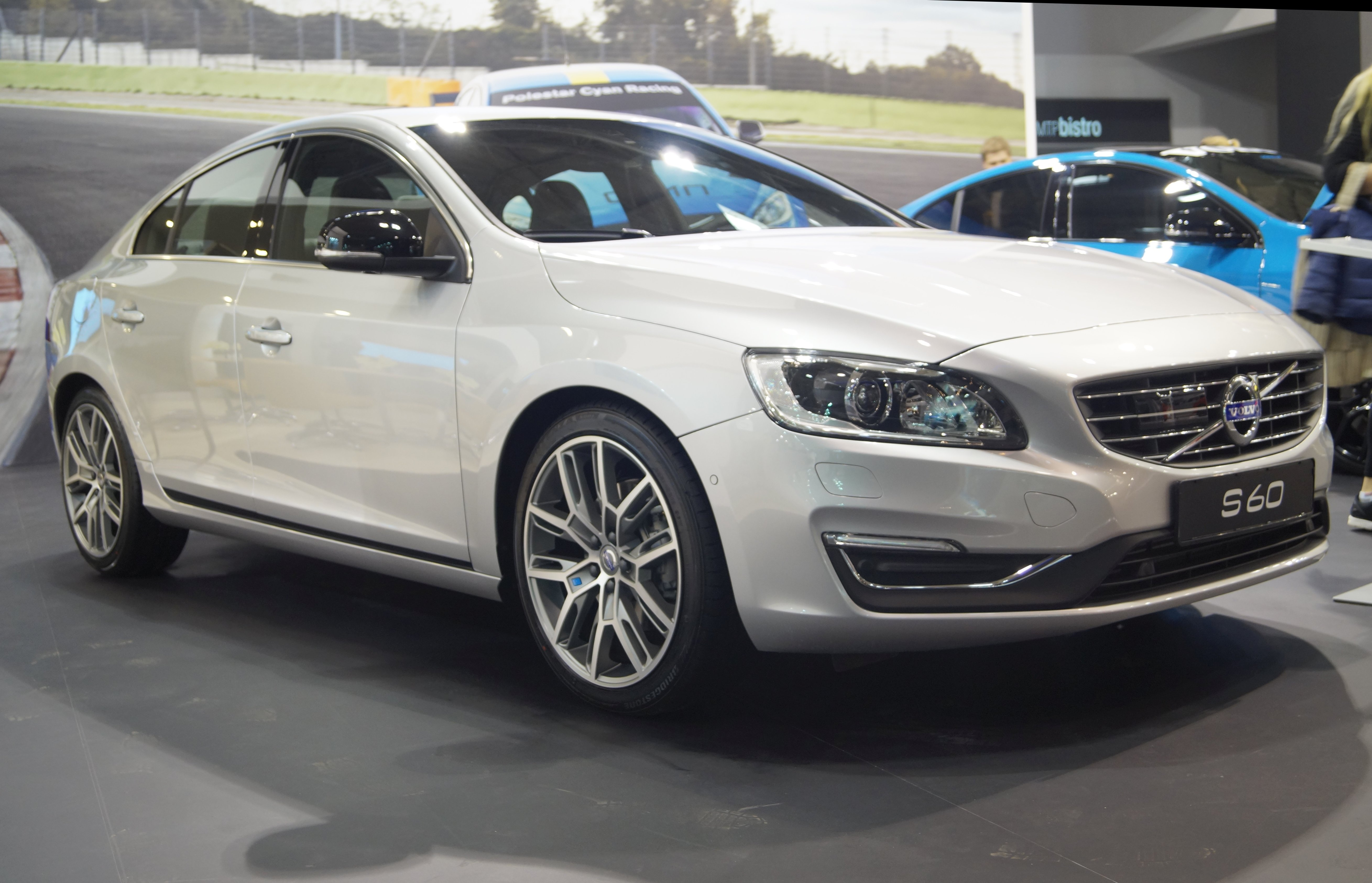
Volvo S60 facelift, vooraanzicht

De tweede generatie S60 is de eerste generatie S60 die ook verkrijgbaar is als stationwagen. De stationwagenvariant van de S60,  de Volvo V60, kwam uit aan het einde van de zomer van 2010. Mogelijk komt Volvo later ook nog met een cabrio-versie van de S60 die dan C60 zou gaan heten.
De S60 wordt gebruikt in de Belgische autosportklasse BTCS door de coureurs Vincent Radermecker en Eric van de Poele.
Sinds het modeljaar 2012 hebben alle dieselmotoren en de meeste benzinemoren start/stop-technologie aan boord. Tevens zijn de D3- en D5-dieselmotoren zuiniger geworden door gebruikmaking van lichtere materialen en een verbeterde opbouw van de motor. De D3-motor heeft een andere turbolader gekregen. De D5-motor heeft zelfs 10 pk vermogen en 20 Nm koppel extra gekregen. In 2013 kreeg de S60 een facelift. De twee aparte lichtunits in het front zijn vervangen door een enkele unit, de grille werd breder, led-dagrijverlichting kwam beschikbaar en ook de achterlichten ondergingen een marginale update.

### S60 Polestar
In 2012 maakte Volvo de komst van de S60 Polestar bekend, de S60 Polestar Concept. Het is de tweede Volvo die getuned is door de Volvo-huistuner Polestar. Deze auto maakt gebruik van een Volvo T6-benzinemotor met een grotere turbo van Garrett, waardoor het T6-blok in de Polestar Concept 508 pk en 580 Nm levert. Hij gaat van 0 tot 100 km/h in 3,9 sec. en heeft een topsnelheid van ongeveer 300 km/h. Het onderstel van de S60 Polestar, is 30 mm lager dan die van de normale S60. Het uiteindelijke productiemodel verscheen in juni 2014 met een vermogen van 350 pk.In 2016 tot 2018 verscheen er ook nog een versie met 370pk in een 4 cilinder 2.0cc met 8speed automatische versnellingsbak.
Op basis van deze auto is er in Australië ook een raceauto ontwikkeld, de Volvo S60 V8 Supercar, die uitgekomen is in de V8 Supercar serie. Uitgerust met een ander motorblok dan de reguliere S60 Polestar, te weten een stevig gemodificeerde Volvo B8444S V8-motor met een inhoud van 4989cc en een vermogen van ongeveer 650 pk, sprint deze raceauto in 3,2 seconden naar een snelheid van 100 km/h en heeft een topsnelheid van ongeveer 300 km/h.

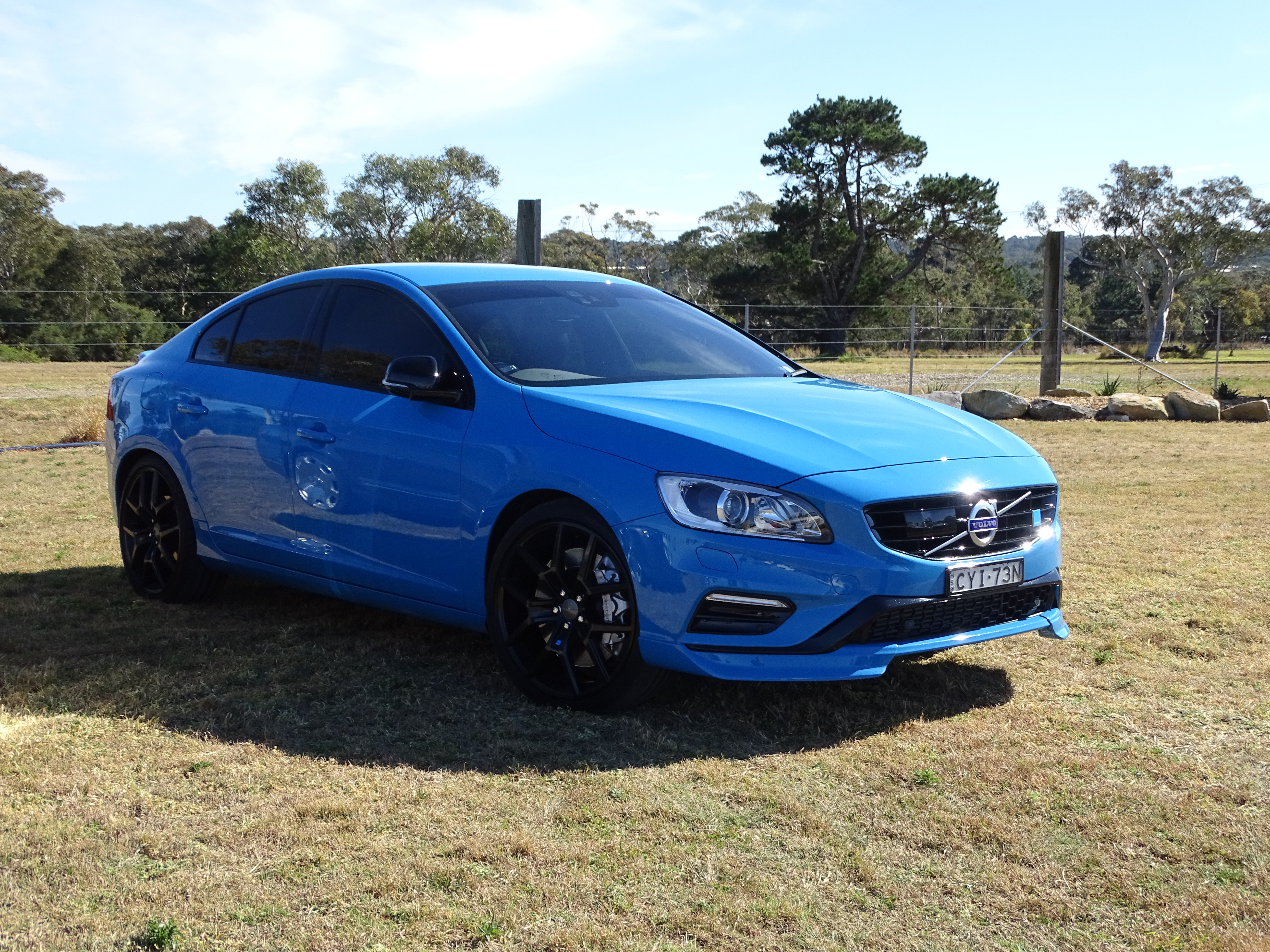
Volvo S60 Polestar, facelift
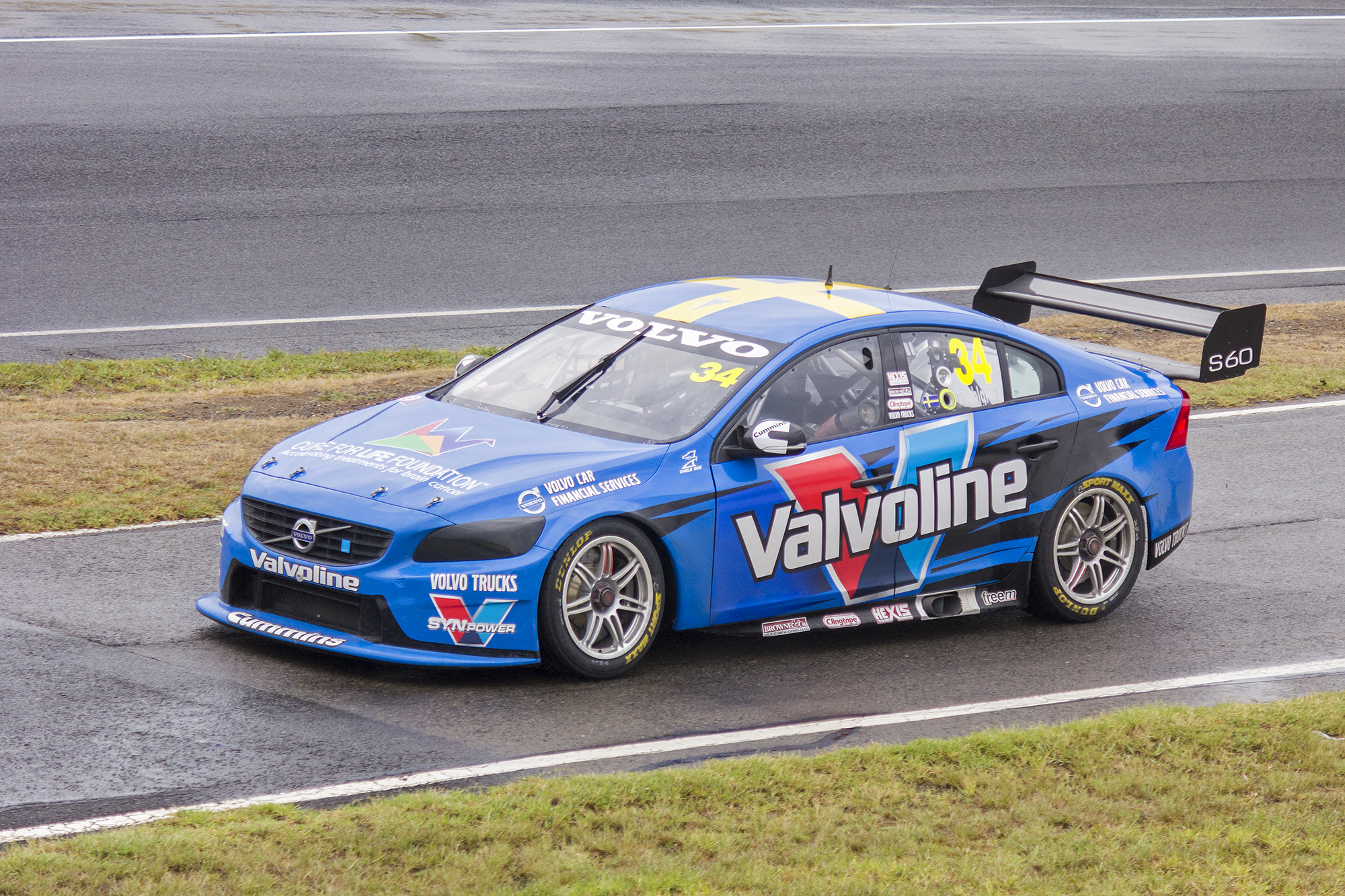
S60 V8 Supercar
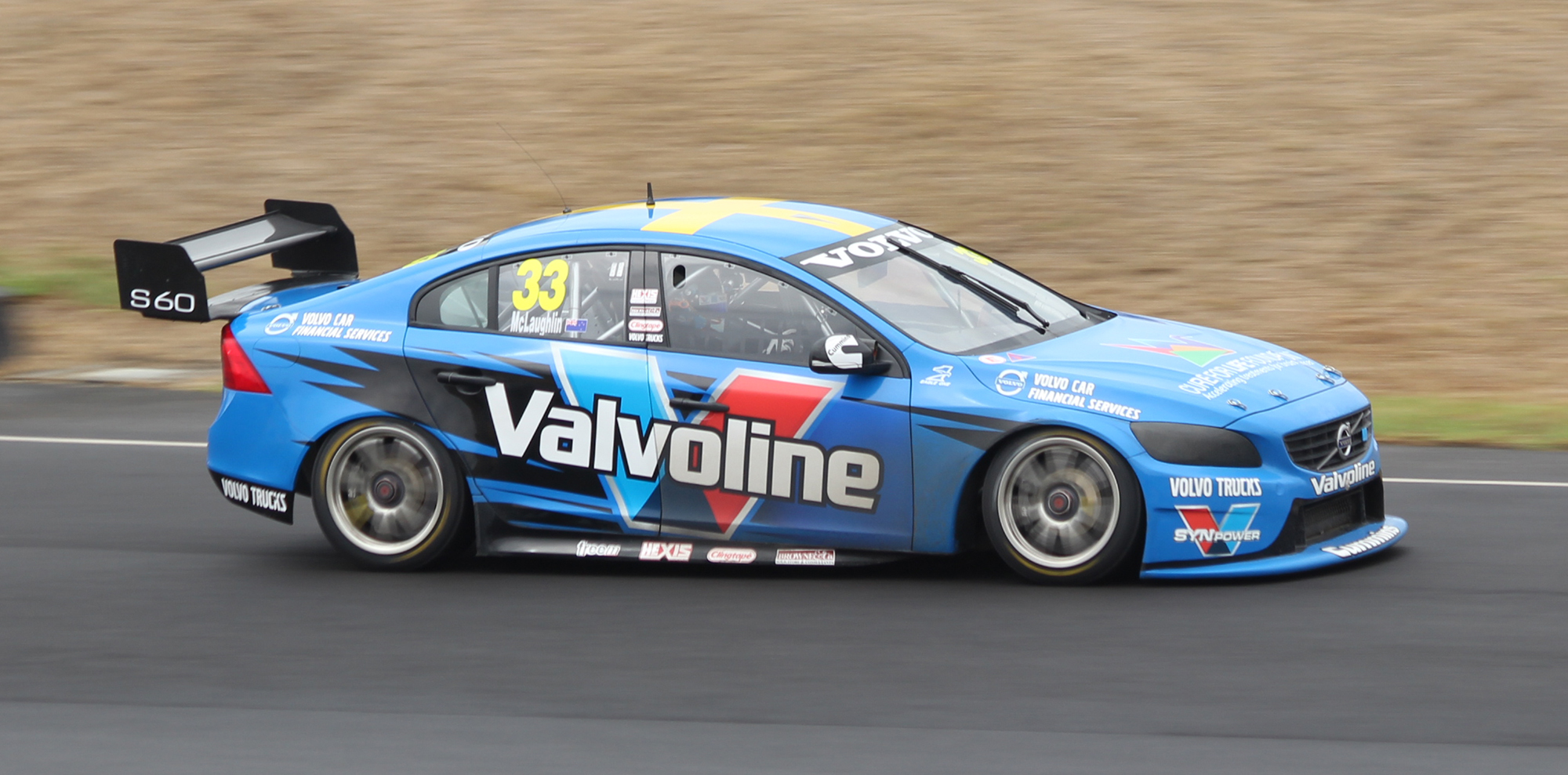
S60 V8 Supercar

### Motoren
| Volvo S60                                                 | T3                                 | T4                                 | 2.0T                               | T5                                 | T6 AWD                            |
| --------------------------------------------------------- | ---------------------------------- | ---------------------------------- | ---------------------------------- | ---------------------------------- | --------------------------------- |
|                                                           | sinds 11-2010                      | sinds 11-2010                      | 04-2010 tot 05-2011                | sinds 11-2010                      | sinds 04-2010                     |
| Motortype                                                 | Ottomotor                          | Ottomotor                          | Ottomotor                          | Ottomotor                          | Ottomotor                         |
| Cilinderaantal                                            | Viercilinder-in-rij met turbolader | Viercilinder-in-rij met turbolader | Viercilinder-in-rij met turbolader | Viercilinder-in-rij met turbolader | zescilinder-in-rij met turbolader |
| Cilinderinhoud                                            | 1595 cm³                           | 1595 cm³                           | 1999 cm³                           | 1999 cm³                           | 2953 cm³                          |
| Vermogen bij 1/min                                        | 110 kW (150 PK)/ 5700              | 132 kW (180 PK)/ 5700              | 149 kW (203 PK)/ 6000              | 176 kW (240 PK)/ 5500              | 224 kW (304 PK)/ 5400             |
| Koppel bij 1/min                                          | 240 Nm bij 1600–4000               | 240 Nm bij 1600–5000               | 300 Nm bij 1750–4000               | 320 Nm bij 1800–5000               | 440 Nm bij 2100–4200              |
| Versnellingsbak Standaard                                 | 6-versnellingsbak-handgeschakeld   | 6-versnellingsbak-handgeschakeld   | 6-versnellingsbak-handgeschakeld   | 6-versnellingsbak-handgeschakeld   | 6-versnellingsbak-Geartronic      |
| Versnellingsbak Optioneel                                 | –                                  | 6-vernellingsbak-Powershift        | 6-vernellingsbak-Powershift        | 6-vernellingsbak-Powershift        | –                                 |
| Aandrijving                                               | Voorwiel                           | Voorwiel                           | Voorwiel                           | Voorwiel                           | AWD                               |
| Sprint 0 tot 100 km/h                                     | 9,5 s                              | 8,3 s [9,0 s]                      | 7,7 s [8,2 s]                      | 7,3 s [7,5 s]                      | 6,1 s                             |
| Topsnelheid                                               | 210 km/h                           | 225 [225] km/h                     | 235 [230] km/h                     | 230 [230] km/h                     | 250 km/h                          |
| Verbruik (volgens EWG-Richtlijn, gecombineerd per 100 km) | 6,6 l                              | 6,6 l [7,2 l]                      | 7,9 l [8,0 l]                      | 7,9 l [8,3 l]                      | 9,9 l                             |
| CO2-emissie (g/km) gecombineerd                           | 152                                | 152 [173]                          | 184 [188]                          | 184 [193]                          | 231                               |
| Classificatie volgens Europese emissiestandaard           | Euro 5                             | Euro 5                             | Euro 5                             | Euro 5                             | Euro 5                            |

| Volvo S60                                                 | DRIVe / D2                           | D3                                                                        | D4                                   | D5                                   | D5 AWD                               | D5                                   | D5 AWD                               |
| --------------------------------------------------------- | ------------------------------------ | ------------------------------------------------------------------------- | ------------------------------------ | ------------------------------------ | ------------------------------------ | ------------------------------------ | ------------------------------------ |
|                                                           | sinds 02-2011                        | sinds 03-2010                                                             | sinds 05-2012                        | 03-2010 tot 05-2011                  | 03-2010 tot 05-2011                  | sinds 05 - 2011                      | sinds 05 - 2011                      |
| Motortype                                                 | Dieselmotor                          | Dieselmotor                                                               | Dieselmotor                          | Dieselmotor                          | Dieselmotor                          | Dieselmotor                          | Dieselmotor                          |
| Cilinderaantal                                            | Viercilinder-in-rij turbodieselmotor | Vijfcilinder-in-rij turbodieselmotor                                      | Vijfcilinder-in-rij turbodieselmotor | Vijfcilinder-in-rij turbodieselmotor | Vijfcilinder-in-rij turbodieselmotor | Vijfcilinder-in-rij turbodieselmotor | Vijfcilinder-in-rij turbodieselmotor |
| Cilinderinhoud                                            | 1560 cm²                             | 1984 cm³                                                                  | 1984 cm³                             | 2400 cm³                             | 2400 cm³                             | 2400 cm³                             | 2400 cm³                             |
| Vermogen bij 1/min                                        | 84 kW (115 PK)/ 3600                 | 120 kW (163 PK)/ 3000 (tot 05-2012) 100 kW (136 PK)/ 3500 (vanaf 05-2012) | 120 kW (163 PK)/ 3500                | 151 kW (205 PK)/ 4000                | 151 kW (205 PK)/ 4000                | 158 kW (215 PK)/ 4000                | 158 kW (215 PK)/ 4000                |
| Koppel bij 1/min                                          | 270 Nm bij 1750–2500                 | 400 Nm bij 1400–2750 (tot 05-2012) 350 Nm bij 1500–2250 (vanaf 05-2012)   | 400 Nm bij 1400–2750                 | 420 Nm bij 1500–3250                 | 420 Nm bij 1500–3250                 | 420 Nm bij 1500–3250                 | 440 Nm bij 1500–3000                 |
| Versnellingsbak Standaard                                 | 6-Versnellingsbak-Handgeschakeld     | 6-Versnellingsbak-Handgeschakeld                                          | 6-Versnellingsbak-Handgeschakeld     | 6-Versnellingsbak-Handgeschakeld     | 6-Versnellingsbak-Geartronic         | 6-Versnellingsbak-Handgeschakeld     | 6-Versnellingsbak-Geartronic         |
| Versnellingsbak Optioneel                                 | –                                    | 6-Versnellingsbak-Geartronic                                              | 6-Versnellingsbak-Geartronic         | 6-Versnellingsbak-Geartronic         | –                                    | 6-Versnellingsbak-Geartronic         | –                                    |
| Aandrijving                                               | Voorwielaandrijving                  | Voorwielaandrijving                                                       | Voorwielaandrijving                  | Voorwielaandrijving                  | AWD                                  | Voorwielaandrijving                  | AWD                                  |
| Sprint 0 tot 100 km/h                                     | 10,9 s                               | 9,2 s [9,2 s]                                                             | 10,2 s [10,2 s]                      | 7,8 s [7,8 s]                        | 8,1 s                                | 7,4 s [7,6 s]                        | 7,6 s                                |
| Topsnelheid                                               | 195 km/h                             | 205 [200] km/h                                                            | 220 [215] km/h                       | 235 [230] km/h                       | 225 km/h                             | 235 [230] km/h                       | 225 km/h                             |
| Verbruik (volgens EWG-Richtlijn, gecombineerd per 100 km) | 4,3 l                                | 4,3 l [4,5 l]                                                             | 5,2 l [5,8 l]                        | 5,9 l [6,7 l]                        | 7,3 l                                | 4,7 l [5,9 l]                        | 6,3 l                                |
| CO2-emissie (g/km) gecombineerd                           | 114 [114]                            | 114 [142]                                                                 | 114 [142]                            | 157 [177]                            | 194                                  | 119 [154]                            | 166                                  |
| Classificatie volgens Europese emissiestandaard           | Euro 5                               | Euro 5                                                                    | Euro 5                               | Euro 5                               | Euro 5                               | Euro 5                               | Euro 5                               |

## Derde generatie (vanaf 2019-2024)
De derde generatie van de Volvo S60 is 20 juni 2018 gelanceerd tijdens de officiële inhuldiging van de voor Volvo eerste Amerikaanse fabriek in Charleston, South Carolina. De S60 is dan ook de eerste Volvo die volledig in de Verenigde Staten gebouwd wordt, ook voor de Europese markt. De productie van de S60 is in de herfst van 2018 gestart en begin 2019 is de sedan in Nederland op de markt gekomen. 
Volvo leverde de S60 bij introductie in de benzineversies T4 (190pk en 300 Nm) en T5 (250 pk en 350 Nm). Ook zijn er twee plug-in hybrides in de vorm van de T6 (340 pk en 590 Nm) en T8 (390 pk en 640 Nm) Twin Engine. In 2020 zijn de T4 en T5 motoren in het gamma vervangen door de B3 (177 pk en 305 Nm), B4 (211 pk en 340 Nm) en B5 (264 pk en 390 Nm), allen 'Mild Hybrid' motoren, benzinemotoren met relatief lichte ondersteuning van een elektrische motor. Dieselmotoren worden in dit model niet aangeboden.
De S60 is in 'Inscription' en 'R-Design' uitrusting te verkrijgen. 
De Volvo S60 staat net als de V60, XC60, S90, V90 en XC90 op het modulaire Scalable Product Architecture-platform, kortweg SPA.
De Volvo S60 is, net als de S90, niet meer in productie. 

### S60 Polestar
Naar wens levert Volvo een vermogensupgrade voor de T8, genaamd Polestar Engineered. Het vermogen stijgt dan met 15 pk. De Polestar Engineered is net als de reguliere T8 vierwielaangedreven. De benzinemotor levert dankzij de Polestar-behandeling 318 pk sterk. De elektromotor levert 87 pk. Het totaalvermogen ligt op 405 pk en 670 Nm, goed voor een 0-100 km/u sprint in 4,4 seconden.

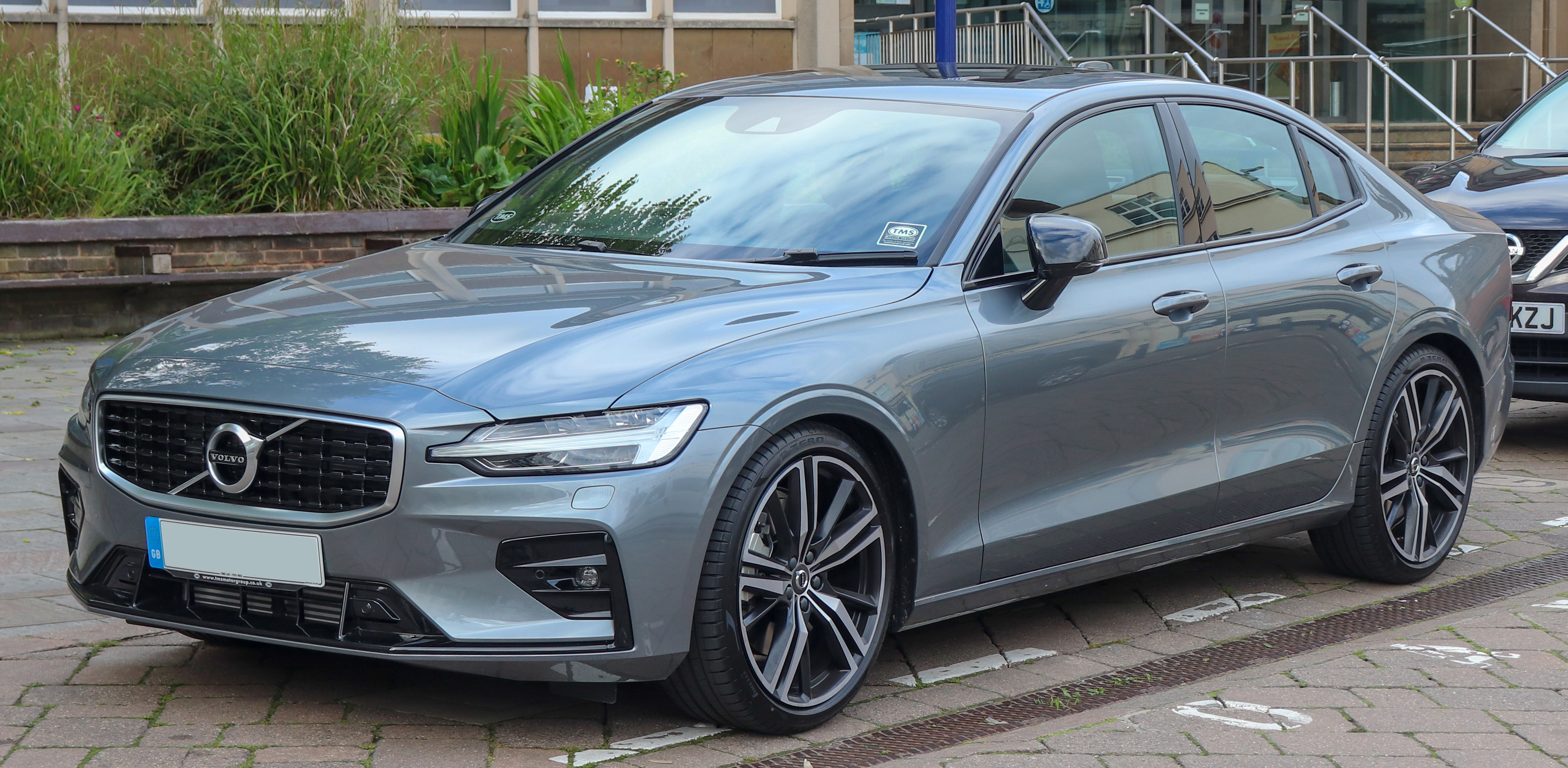
S60 (2019), Vooraanzicht
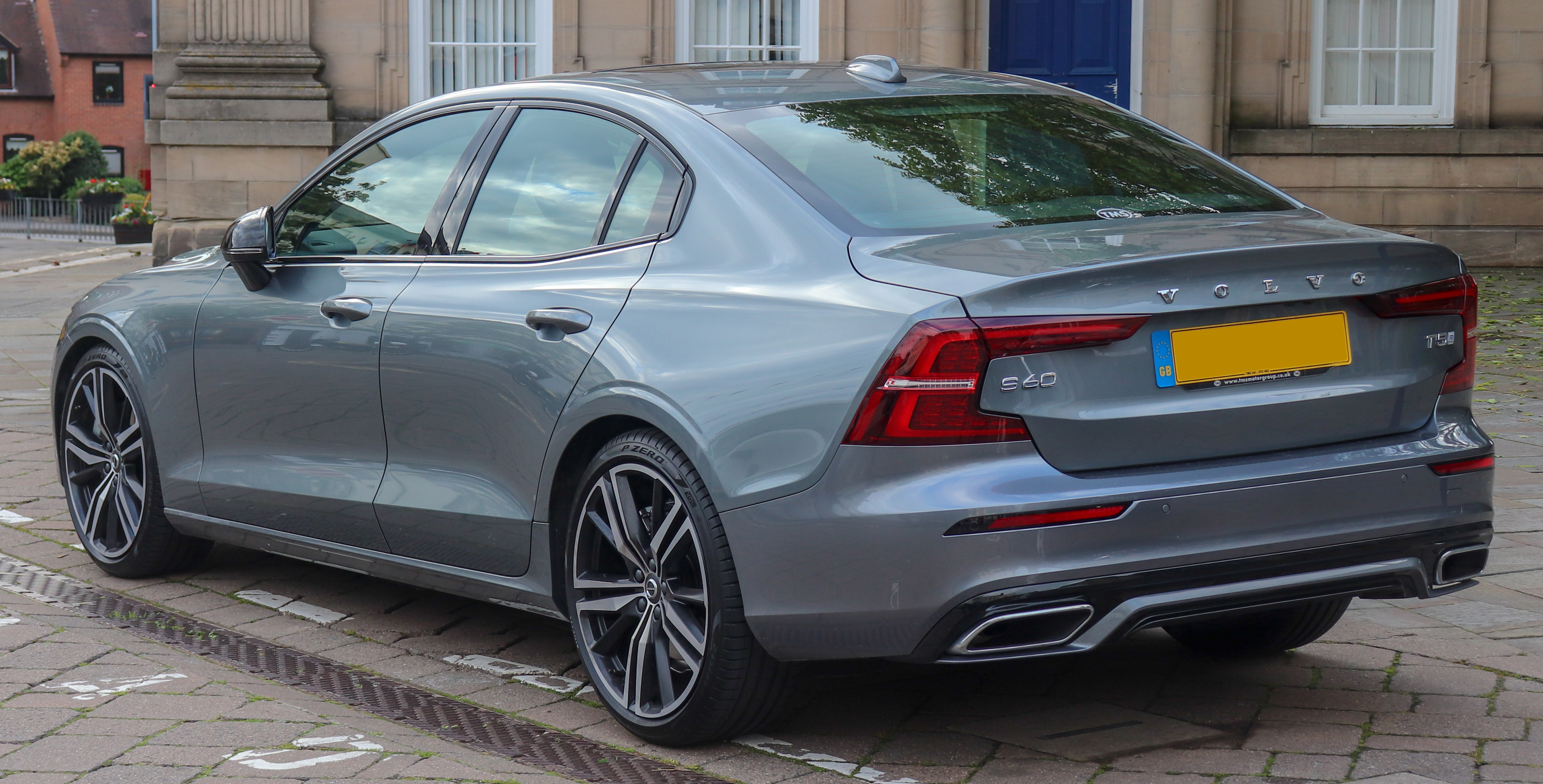
S60 (2019), Achteraanzicht